# 岩手県道246号世田米矢作線
岩手県道246号世田米矢作線（いわてけんどう246ごう せたまいやはぎせん）は、岩手県気仙郡住田町と陸前高田市を結ぶ一般県道である。

## 概要

### 路線データ
- 起点：気仙郡住田町世田米字下大股（国道397号交点）
- 終点：陸前高田市矢作町字袖野（国道343号交点）

## 地理

### 通過する自治体
- 気仙郡住田町
- 陸前高田市

### 交差する道路
- 国道397号
- 国道343号